# Антагоністи
Антагоні́сти (в біології) — 
1) В анатомії і фізіології — пара або дві групи м'язів, що викликають в якому-небудь суглобі рухи в протилежних напрямках, напр. згинання і розгинання кінцівок; пара нервів, які при збудженні роблять протилежний вплив на іннервований орган. Так, подразнення блукаючого нерва викликає уповільнення серцевого ритму, ослаблення скорочень серцевого м'яза, зниження його збудливості і провідності провідної системи серця, а подразнення симпатичного нерва приводить до протилежних явищ (прискорення серцевого ритму і т. д.). Антагоністичними є два основні активні нервові процеси — збудження і гальмування. При нормальній діяльності організму А. збуджуються по черзі, що забезпечується наявністю в центр. нерв. системі відповідних центрів, збудження одного з яких супроводиться гальмуванням іншого. 

2) В мікробіології — мікроорганізми, що пригнічують життя й розвиток ін. мікроорганізмів. А. зустрічаються переважно серед актиноміцетів і плісеневих грибів та серед бактерій. Їх антагонізм пояснюється головним чином виділенням у довкілля одним видом мікроорганізмів речовин {антибіотиків), що гальмують розвиток іншого виду.